# 老海滩站
老海滩站（丹麥語：Gammel Strand Station）是哥本哈根地铁的一个地下车站，属于第1收费区。靠近斯楚格街、城堡岛、克里斯蒂安堡宫、霍布罗广场。因所在地在填海之前曾是海岸线而得名。2009年开工。2019年9月29日，随哥本哈根地铁3号线启用而启用。2020年3月28日，哥本哈根地铁4号线一期建成，本站成为3号线与4号线的换乘站。

## 设计
主入口面向高桥广场。自动扶梯附近的装饰采用白色亚光与白色亚光相间瓷砖及蓝色的灯光，给人们一种置身水下的感觉。

## 外部連結
- 哥本哈根地铁官网对老海岸站的介绍 （页面存档备份，存于）